# Stéphane Barthe
Stéphane Barthe, nascido a 5 de dezembro de 1972 em Ermont, é um antigo ciclista francês.

## Biografia
Stéphane Barthe estreiou como profissional em 1996 com a equipa Casino. Consagrou-se ao ano seguinte ao converter-se com só 24 anos em campeão da França em estrada. Ganhou outra vitória durante esta temporada e ficou segundo da Kuurne-Bruxelas-Kuurne superado por Johan Museeuw e segundo também do Tour de Poitou-Charentes. Considerado muito jovem pelo seu diretor Vincent Lavenu, não participou no Tour de France.
Em 1998, Stéphane Barthe participou no Tour de France. Obteve a terceira posição na décima-segunda etapa com final em Cap d'Agde, derrotado no sprint por Tom Steels e por François Simon.
Em 2001, alinhou pela equipa estadounidense US Postal. Essa temporada esteve marcada pela quebra do braço esquerdo devido a uma queda nos Quatro Dias de Dunquerque. No ano seguinte uniu-se à equipa Saint-Quentin-Oktos com o que foi subcampeão da França em contrarrelógio em 2003.
No final do ano de 2003, Stéphane Barthe mudou-se do Saint-Quentin-Oktos devido ao descida de categoria a GS3 (terceira divisão). Ao não encontrar nenhuma equipa profissional alinhou pela US Montauban Cyclisme 82, clube amador. Uns meses mais tarde, retornou à equipa Oktos acompanhando a Eddy Lembo com o fim de substituir a Jean-Michel Tessier e a Franck Pencolé. Ganhou o Tour de Poitou-Charentes em agosto.
De novo sem contrato em 2005 alinhou pelo Team Oddas-Diemme amador. Em junho foi quarto do campeonato da França em contrarrelógio. A final dessa temporada pôs fim à sua carreira desportiva.

## Palmarés
| - 1996 - 1 etapa do Tour de Bretanha - 1997 - Campeonato da França em Estrada - 1 etapa do Critérium Internacional - 1998 - 1 etapa da Semana Catalã - 1 etapa do Tour de l'Oise - 1999 - 1 etapa dos Quatro Dias de Dunquerque - 1 etapa do Critérium Internacional - 1 etapa do Tour de Poitou-Charentes | - 2002 - 1 etapa do Tour de Beauce - 2003 - 2.º no Campeonato da França Contrarrelógio - 2004 - Tour de Poitou-Charentes |

## Resultados nas grandes voltas
| Carreira           | 1996 | 1997 | 1998 | 1999 | 2000 | 2001 | 2002 | 2003 | 2004 | 2005 |
| ------------------ | ---- | ---- | ---- | ---- | ---- | ---- | ---- | ---- | ---- | ---- |
| Giro d'Italia      | -    | -    | -    | -    | -    | -    | -    | -    | -    | -    |
| Tour de France     | -    | -    | Ab.  | Ab.  | -    | -    | -    | -    | -    | -    |
| Volta a Espanha    | -    | Ab.  | -    | -    | -    | -    | -    | -    | -    | -    |
| Mundial em Estrada | -    | -    | -    | -    | -    | -    | -    | -    | -    | -    |

-: não participa

Ab.: abandono